# Капистрано
Капистрано је насеље у Италији у округу Вибо Валенција, региону Калабрија.
Према процени из 2011. у насељу је живело 1092 становника. Насеље се налази на надморској висини од 354 м.

## Становништво
| 1951. | 1961. | 1971. | 1981. | 1991. | 2001. | 2011. |
| ----- | ----- | ----- | ----- | ----- | ----- | ----- |
| 1.951 | 2.108 | 1.622 | 1.298 | 1.309 | 1.205 | 1.097 |